# Ведмідь бурий гобійський
Гобійський бурий ведмідь, або мазалай (Ursus arctos gobiensis), (монг. Мазаалай ) — підвид бурого ведмедя, Ursus arctos, що мешкає в пустелі Гобі в Монголії. На початок ХХІ сторіччя у монгольській «Червоній Книзі» гобійський ведмідь має статус «вельми рідкісний». Мазалай знаходиться під загрозою зникнення, оскільки виключно маленький розмір популяції робить цей підвид дуже уразливим. За останніми оцінками на основі генетичного аналізу розмір популяції становить усього 22-31 особин (Звіт групи, що працює за проектом про Гобійського ведмедя, за 2012 р.).

## Систематичне положення
Гобійський бурий ведмідь іноді відносить до того ж підвиду, що і тибетський ведмідь-піщухоїд (Ursus arctos pruinosus). Це базується на певній морфологічній схожості і переконанні, що ведмідь, що живе в пустелі Гобі, є реліктовою популяцією піщухоїда. Проте радянські теріологи В. Є. Соколов та В. Н. Орлов підкреслювали, що за особливостями будови черепа гобійські ведмеді мало схожі на тибетських і мають більшу схожість з тяньшаньскою формою Ursus arctos isabellinus. Пізніше ті ж автори описали гобійського ведмедя як особливий підвид.

## Опис
Ведмідь відносно невеликий. Єдиний відомий череп має загальну довжину 323 мм. Забарвлення рідкісного і грубого хутра варіює від світло-бурого до белесо-блакитного. На грудях, горлі і плечах завжди присутній біляста смуга. Кігті світлі. Другий і третій пальці задніх лап зрослися більш ніж на одну третину. Борозенка між основами пальців і «подушечкою» стопи не більше 20 мм, тобто вужче, ніж у інших підвидів.

## Екологія
Населяє пустельні гори Атас-Богдо і Цаган-Богдо з рідкісним чагарником тільки по сухих руслах водотоків. Влітку мешкає поблизу від оаз. Основним кормом в цей період є ягоди декількох видів селітрянки. Харчується пагонами ефедри, комахами, дрібними хребетними. Восени активно риє кореневища гобійського ревеню. Активний як вдень, так і вночі. Дереться по скелях з дивовижною легкістю. Припускають, що зимовий сон триває не більше 2-3 місяців. За опитувальних відомостями, залягає на зиму в печерах.

## Цікавий факт
Монгольська назва ведмедів, що мешкають на півночі в тайговій частині країни, інша — хурен бавгай. Це означає, що монголи розглядали ці дві форми як два різних види.

## Ресурси Інтернету
- Eintrag zum Gobibären mit Fotos, Videos bei Arkive Images Life on Earth (engl.)
- Gobibaer.de Webseite zu Schutzmaßnahmen für den Gobibären in der Mongolei [Архівовано 5 грудня 2021 у Wayback Machine.]